# Narcízio
Francisco Narcízio Abreu de Lima (Pentecoste, 12 de julho de 1971), conhecido apenas como Narcízio, é um ex-futebolista brasileiro que atuava como atacante.

## Carreira
Iniciou sua carreira no Ceará, em 1991, passando ainda por Yverdon, Ferroviário e Figueirense antes de chegar ao Botafogo em 1995, fazendo parte do elenco que sagrou-se campeão brasileiro em 1995, o atacante foi titular do Botafogo no Campeonato Carioca, mas lesionou-se e perdeu posição para Donizete no Brasileiro. Disputou 12 partidas na campanha do título e marcou quatro gols.
No ano seguinte, jogou no Cerezo Osaka, atuando em 12 jogos e marcando 5 gols pelo time japonês. De volta ao Brasil em 1997, passou também por Vitória, Internacional, Rio Branco, Ponte Preta (2 passagens), Ituano, Paraná (2 passagens), América Mineiro e Avaí. Regressou ao Ferroviário para encerrar a carreira futebolística, em 2005.
Narcízio fez curso de treinador e atualmente trabalha com categorias de base em Fortaleza CE; Treinou clubes como Ferroviário, Atlético Cearense e Eusébio, além de ter sido auxiliar técnico no Floresta.

## Títulos
Ceará Sporting Club
- Campeonato Cearense: 1992

Figueirense
- Campeonato Catarinense: 1994

Botafogo
- Campeonato Brasileiro: 1995

Paraná Clube
- Copa João Havelange: 2000